# Paul H. Dembinski
Paul H. Dembinski (Krakkó, 1955. május 16. –) lengyelországi születésű, svájci közgazdász.

## Pályafutása
Az Observatoire de la Finance Alapítvány ügyvezető igazgatója, a Fribourgi Egyetem tanszékvezető professzora, számos egyetem vendégprofesszora, közgazdász és politológus. Iskoláit Lengyelországban (Krakkó), Svájcban (Genf, Freiburg), Kamerunban és Angliában (St. Anthony College, Oxford) végezte. Társelnöke a globális esküdtszéknek és elnökhelyettese a lengyel esküdtszéknek. Számos könyv szerzője gazdaság és pénzügyi globalizáció témában. 1998 óta a "Finance & the Common Good / Bien Commun" kétnyelvű folyóirat szerkesztője.

## Magyarul megjelent művei
- Etika és felelősség a pénzügyi életben; ford. Sallai Gábor; KETEG Oikonomia Kutató Intézet Alapítvány–Kairosz, Budapest, 2018